# Orchis pauciflora
Orchis pauciflora Ten., 1811 è una pianta appartenente alla famiglia delle Orchidacee, endemica del bacino del Mediterraneo.

## Descrizione

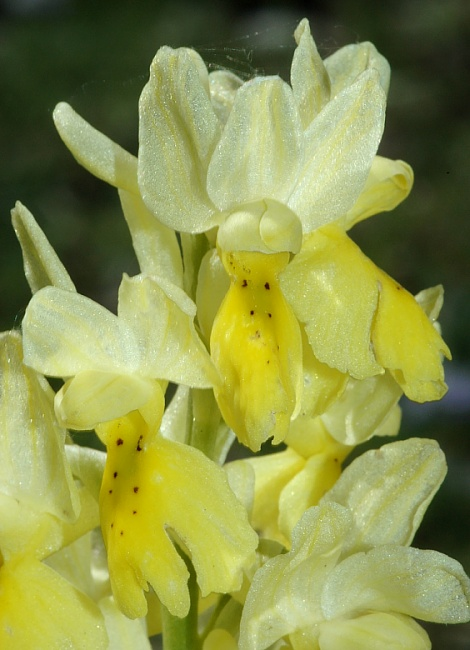
Dettaglio del fiore

È una pianta erbacea con fusto alto 10–30 cm. 

L'apparato radicale è formato da due rizotuberi tondeggianti.

Le foglie sono ovate, con apice acuminato, inguainanti il fusto, di colore verde chiaro, privo di maculature. Le brattee sono piccole e di colore giallastro.

I fiori, biancastri, sono riuniti in infiorescenze pauciflore, da cui l'epiteto specifico. I sepali laterali sono eretti, il mediano congiunto ai petali, più piccoli, ripiegati verso la base del labello; quest'ultimo è trilobato, con margine crenulato, di colore giallo finemente macchiettato di bruno nella parte mediana. Lo sperone è cilindrico, arcuato, ascendente.
Fiorisce da marzo agli inizi di giugno.
Il numero cromosomico di Orchis pauciflora è 2n=42.

## Specie simili
È molto somigliante a Orchis provincialis da cui si distingue per le foglie non maculate.

## Distribuzione e habitat
È una specie con areale mediterraneo la cui presenza è limitata a Corsica, Italia centro-meridionale, Dalmazia, Albania, Grecia e Creta.
Prospera su suoli calcarei rocciosi, prati magri, cespuglieti e radure di macchia, da 0 a 1800 m di altitudine.